# 2009 au Nunavut
Chronologie du Nunavut
- 2005
- 2006
- 2007
- 2008
- 2009
- 2010
- 2011
- 2012
- 2013

Cette page concerne des événements d'actualité qui se sont produits durant l'année 2009 dans le territoire canadien du Nunavut.

## Politique
- Premier ministre : Eva Aariak
- Commissaire : Ann Meekitjuk Hanson (en)
- Législature : 3e législature (en)

## Événements
- 2 mars : John Ningark remporte l'élection partielle d'Akulliq avec 37,04 % du vote contre ses trois adversaires les deux anciens députés Steve Mapsalak (en) 34,36 % et Ovide Alakannuark (en) 15,93 % et Helena Malliki 12,67 %.
- 17 avril : un passager particulièrement perturbé a soudainement ouvert l'une des portes du moyen avion, un King Air (15 places), dans lequel il voyageait et a sauté dans le vide à 7 000 mètres d'altitude au-dessus du Grand Nord. L'avion avait décollé de Yellowknife, dans les Territoires du Nord-Ouest et se dirigeait vers Cambridge Bay.
- 27 août : l'ancien premier ministre des Territoires du Nord-Ouest Dennis Patterson est nommé sénateur de ce territoire à Ottawa.

## Décès
- Pauta Saila, artiste.
- 23 janvier : Helen Maksagak (en), commissaire du Nunavut (1999-2000).
- 17 novembre : Mosha Michael (en), cinéaste.